# Ministerio Público Electoral
El Ministerio Público Electoral (MPE) (en portugués Ministério Público Eleitoral) de Brasil es un órgano del Ministerio Público Federal que ejerce la función de procurador general ante el Tribunal Superior Electoral (TSE). No tiene una estructura propia sino que está conformado por miembros del Ministerio Público Federal y del Ministerio Público Estadual. El procurador general electoral nombra a los miembros que actuarán como subprocuradores en los Tribunales Regionales Electorales (procuradores regionales electorales, que encabezan el Ministerio Público Electoral en los estados). Los fiscales electorales ejercen las funciones por delegación del Ministerio Público Federal.